# Perdita washingtoniae
Perdita washingtoniae là một loài Hymenoptera trong họ Andrenidae. Loài này được Timberlake mô tả khoa học năm 1971.